# Hel (gromada)
Hel – dawna gromada, czyli najmniejsza jednostka podziału terytorialnego Polskiej Rzeczypospolitej Ludowej w latach 1954–1972.
Gromady, z gromadzkimi radami narodowymi (GRN) jako organami władzy najniższego stopnia na wsi, funkcjonowały od reformy reorganizującej administrację wiejską przeprowadzonej jesienią 1954 do momentu ich zniesienia z dniem 1 stycznia 1973, tym samym wypierając organizację gminną w latach 1954–1972.
Gromadę Hel z siedzibą GRN w Helu (wówczas wsi) utworzono – jako jedną z 8759 gromad na obszarze Polski – w powiecie wejherowskim w woj. gdańskim na mocy uchwały nr 26/III/54 WRN w Gdańsku z dnia 5 października 1954. W skład jednostki weszły miejscowości Hel i Kolonia Rybacka z dotychczasowej gromady Hel (a więc bez Juraty) ze zniesionej gminy Hel w tymże powiecie. 
13 listopada 1954 (z mocą obowiązującą od 1 października 1954) gromada weszła w skład nowo utworzonego powiatu puckiego w tymże województwie, gdzie ustalono dla niej 17 członków gromadzkiej rady narodowej. Tego samego dnia gromadę Hel zniesiono nadając jej status osiedla (30 czerwca 1963 Hel otrzymał prawa miejskie i do dziś funkcjonuje jako gmina miejska).